# Théâtre académique dramatique et comique de Dnipro
Le théâtre académique dramatique et comique de Dnipro  est un théâtre situé à Dnipro en Ukraine depuis 1927.

## Présentation
Le théâtre est voulu par la municipalité et fondé autour de la troupe du Théâtre Maly de Moscou qui était en tournée à Dnipro. Volodymyr Yermolok-Borozdin qui était un acteur de la troupe devint directeur du théâtre. Le théâtre Gorki a monté une grand nombre de pièces de l'auteur et a joué un rôle important dans la diffusion de la culture. Entre 1931 et 1941 le théâtre était dirigé par l'artiste du peuple Stephanovitch.
En 1997 la troupe du théâtre a entamé une tournée en Ukraine : Marioupol, Nikolaïev, Simferopol et Evpatoria, c'est l'un des rares théâtres actifs du pays.

## Bâtiment
Il n'y avait pas d'autre bâtiment que de bois pour les spectacles à Iekaterinoslav. L'ancien théâtre d'hiver a été construit par Bulatsel, entre 1906 et 1907 sur l'avenue Katerynynski (elle devint avenue Marx puis Yavornytsky), il accueillait 1 200 personnes. Le bâtiment a été remanié avant 1941 par l'architecte Krasnoselvsky ; puis dynamité par l'occupant nazi. Rebâti par l'architecte Klebanov.

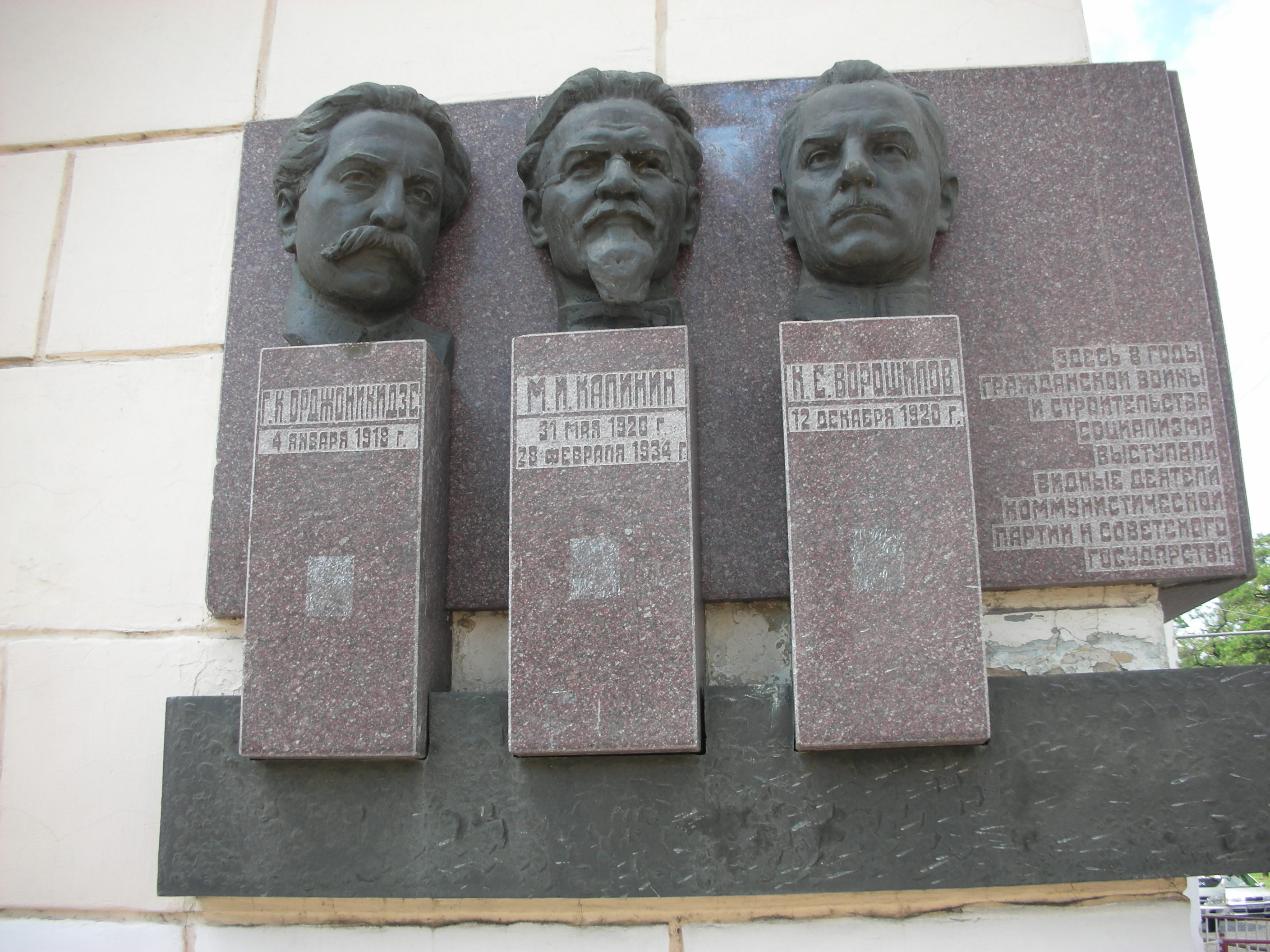
Monument sur la façade du théâtre.
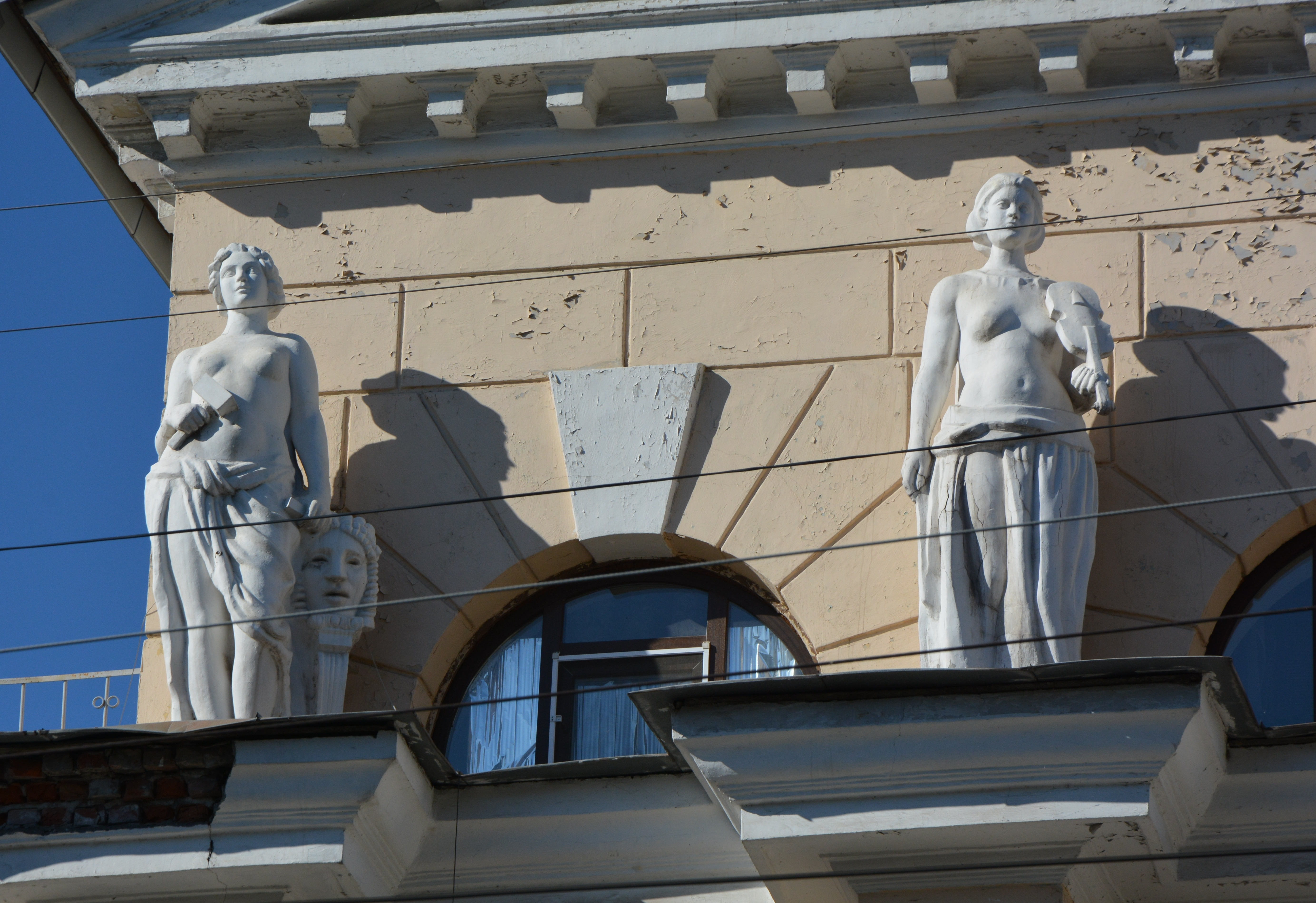
Détail de la façade.